# Ivano Roma
Ivano Roma (Roma, 25 marzo 1966) è un ex giocatore di calcio a 5 italiano.
Ritenuto uno dei migliori calcettisti italiani della sua generazione, abbinava tecnica, potenza e intelligenza tattica. Durante la sua lunga carriera ha vinto almeno una volta tutti i campionati all'epoca esistenti, dalla Serie A alla Serie D. 

## Carriera

### Club
Ivano Roma muove i primi passi nel Barbazza insieme al fratello Giovanni per poi passare, nella stagione 1988-1989, alla Roma RCB con cui vince due scudetti, una Coppa Italia e un European Champions Tournament di cui verrà eletto miglior giocatore del torneo. Nel 1992 passa al Torrino Sporting Club Calcio a 5 con cui conquista due scudetti e quattro coppe Italia. Nel prepartita della finale scudetto del 1993 viene premiato come miglior giocatore della Serie A.
Nel 1996 si ricongiunge al fratello Giovanni passato al Gruppo Sportivo BNL, contribuendo alla vittoria del quarto scudetto dei banchieri l'anno seguente. La stagione 1998-1999, giocata con il Genzano, è la sua ultima in Serie A. Dal 1999 al 2002 Roma gioca nel Perugia. Con gli umbri vince un campionato (2001) e una Coppa Italia di Serie B (2000) e quindi il girone A della Serie A2 2001-2002. Negli ultimi anni della carriera milita nei campionati regionali contribuendo alle varie promozioni di squadre come: Nordovest, Polaris, Villa Tiberia, Vigor Perconti, Aurelio Casalotti e Canottieri Roma.

### Nazionale
Ivano Roma ha giocato 78 partite e realizzato 35 reti con la nazionale italiana, con cui ha preso parte al primo Mundialito del 1994 in cui l'Italia batterà la Spagna in finale con un suo gol su punizione. Al secondo Mundialito, nel 1995, gli azzurri saranno sconfitti in finale dal Brasile. Nel 1996 disputa il primo campionato europeo in cui l'Italia giunge quarta e quindi il FIFA Futsal World Championship 1996 in cui l'Italia è stata eliminata nel girone del secondo turno comprendente Spagna, Russia e Belgio. Roma ha partecipato anche al UEFA Futsal Championship 1999 in cui gli azzurri hanno conquistato la medaglia di bronzo dopo aver sconfitto i Paesi Bassi per 3-0 nella finalina.

## Palmarès

### Club

#### Competizioni nazionali
- Campionato italiano: 5

Roma RCB: 1989-1990, 1990-1991
Torrino: 1992-1993, 1993-1994
BNL Roma: 1996-1997
- Coppa Italia: 4

Roma RCB: 1989-1990
Torrino : 1992-1993, 1993-1994, 1994-1995
- Supercoppa italiana : 1

Torrino
- Campionato italiano di Serie A2: 1

Perugia
- Campionato italiano di Serie B: 2

Barbazza
Perugia
- Serie C1 (calcio a 5): 3

Perugia
Nordovest
Polaris
- Serie C2 (calcio a 5): 1

Villa Tiberia
- Serie D (calcio a 5): 2

Vigor Perconti
Canottieri Roma
- Coppa Italia Serie A2 (calcio a 5) : 1

Perugia
- Coppa Italia Serie B (calcio a 5) : 1

Perugia
- Coppa Italia Serie C1 (calcio a 5) : 1

Nordovest
- Coppa Lazio Serie C1 (calcio a 5) : 1

Nordovest

#### Competizioni internazionali
- European Champions Tournament: 1

Roma RCB: 1990

### Nazionale
- Mundialito: 1

Milano 1994